# فلاویا تیتیانا
فلاویا تیتیانا (به لاتین: Flavia Titiana) امپراتریس روم در دوران فرمانروایی کوتاه‌مدت شوهرش پرتیناکس، امپراتور وقت در سال ۱۹۳ میلادی بود.

## زندگینامه
فلاویا تیتیانا دختر سناتور تیتوس فلاویوس کلودیوس سولپیسیانوس (سولپیچانوس) و فلاویا تیتیانا بود. او با پوبلیوس هلویوس پتریناکس، مردی خودساخته و موفق در کارهای حکومتی و نظامی ازدواج نمود. آن دو صاحب دو فرزند شدند، یک پسر که او را پوبلیوس هلویوس پرتیناکس نامیدند و یک دختر که نامش مشخص نیست.
پتریناکس به‌دنبال قتل کومودوس، امپراتور وقت روم در ۱ ژانویهٔ ۱۹۳ به‌عنوان امپراتور جدید معرفی شد و سنای روم، عنوان افتخاری «آگوستا» را به فلاویا تیتیانا اعطا نمود. اما دوران حکومت پرتیناکس بیش از چند ماه دوام نیاورد و پرتورین‌ها او را در ۲۸ مارس همان سال به قتل رساندند. با این حال آنان به همسر امپراتور مقتول آسیبی نزده وفلاویا و فرزندانش زنده ماندند.